# Parasia
Parasia, auch Dongarparasiya oder Dongar Parasia, ist eine Stadt im indischen Bundesstaat Madhya Pradesh. Die Stadt liegt im zentralen Südteil des Bundesstaates.
Die Stadt ist Teil des Distrikts Chhindwara. Parasia hat den Status eines Municipal Council. Die Stadt ist in 15 Wards gegliedert. Sie hatte am Stichtag der Volkszählung 2011 39.374 Einwohner.
In der Umgebung von Parasia wird Kohleabbau betrieben.